# Circuitul Oscar Alfredo Gálvez
Autódromo Juan y Oscar Gálvez este un circuit de automobilism din Buenos Aires, Argentina. A fost construit în 1952 în timpul mandatului președintelui Juan Perón și până la înlăturarea acestuia s-a numit Autódromo 17 de Octubre. Data de 17 octombrie era una de referință în viața partidului politic al lui Perón.
Circuitul este localizat într-un parc din zona sudică a orașului, fiind dispus pe un sol neted. Este înconjurat de niște tribune bine amplasate care oferă un grad mare de vizibilitate tuturor spectatorilor. Unele curse s-au desfășurat pe o variantă redusă a circuitului, reducându-se astfel timpii întregistrați de piloți pe fiecare tur.
Între 1954 și 1960, cursa 1000 km Buenos Aires s-a disputat pe acest circuit, utilizând însă și porțiuni din autostrada din apropiere. Între 1970 și 1972, această cursă s-a organizat exclusiv pe Circuitul Buenos Aires.
În Formula 1, autodromul a găzduit Marele Premiu al Argentinei de 20 de ori, între 1953 și 1998.
De asemenea, tot aici s-au desfășurat, între 1961 și 1999, 10 Mari Premii de Motociclism, iar între 1952 și 2008, Marele Premiu Buenos Aires.

#### Istoric în Formula 1
| An          | Pilot                          | Constructor      | Detalii      |              |
| ----------- | ------------------------------ | ---------------- | ------------ | ------------ |
| 1998        | Michael Schumacher             | Ferrari          | Detalii      |              |
| 1997        | Jacques Villeneuve             | Williams-Renault | Detalii      |              |
| 1996        | Damon Hill                     | Williams-Renault | Detalii      |              |
| 1995        | Damon Hill                     | Williams-Renault | Detalii      |              |
| 1994 - 1982 | Nedesfășurat                   | Nedesfășurat     | Nedesfășurat | Nedesfășurat |
| 1981        | Nelson Piquet                  | Brabham-Ford     | Detalii      |              |
| 1980        | Alan Jones                     | Williams-Ford    | Detalii      |              |
| 1979        | Jacques Laffite                | Ligier-Ford      | Detalii      |              |
| 1978        | Mario Andretti                 | Lotus-Ford       | Detalii      |              |
| 1977        | Jody Scheckter                 | Wolf-Ford        | Detalii      |              |
| 1976        | Nedesfășurat                   | Nedesfășurat     | Nedesfășurat | Nedesfășurat |
| 1975        | Emerson Fittipaldi             | McLaren-Ford     | Detalii      |              |
| 1974        | Denny Hulme                    | McLaren-Ford     | Detalii      |              |
| 1973        | Emerson Fittipaldi             | Lotus-Ford       | Detalii      |              |
| 1972        | Jackie Stewart                 | Tyrrell-Ford     | Detalii      |              |
| 1971        | Chris Amon                     | Matra            | Detalii      |              |
| 1970 - 1961 | Nedesfășurat                   | Nedesfășurat     | Nedesfășurat | Nedesfășurat |
| 1960        | Bruce McLaren                  | Cooper-Climax    | Detalii      |              |
| 1959        | Nedesfășurat                   | Nedesfășurat     | Nedesfășurat | Nedesfășurat |
| 1958        | Stirling Moss                  | Cooper-Climax    | Detalii      |              |
| 1957        | Juan Manuel Fangio             | Maserati         | Detalii      |              |
| 1956        | Luigi Musso Juan Manuel Fangio | Ferrari          | Detalii      |              |
| 1955        | Juan Manuel Fangio             | Mercedes-Benz    | Detalii      |              |
| 1954        | Juan Manuel Fangio             | Maserati         | Detalii      |              |
| 1953        | Alberto Ascari                 | Ferrari          | Detalii      |              |